# 西鄉隆盛

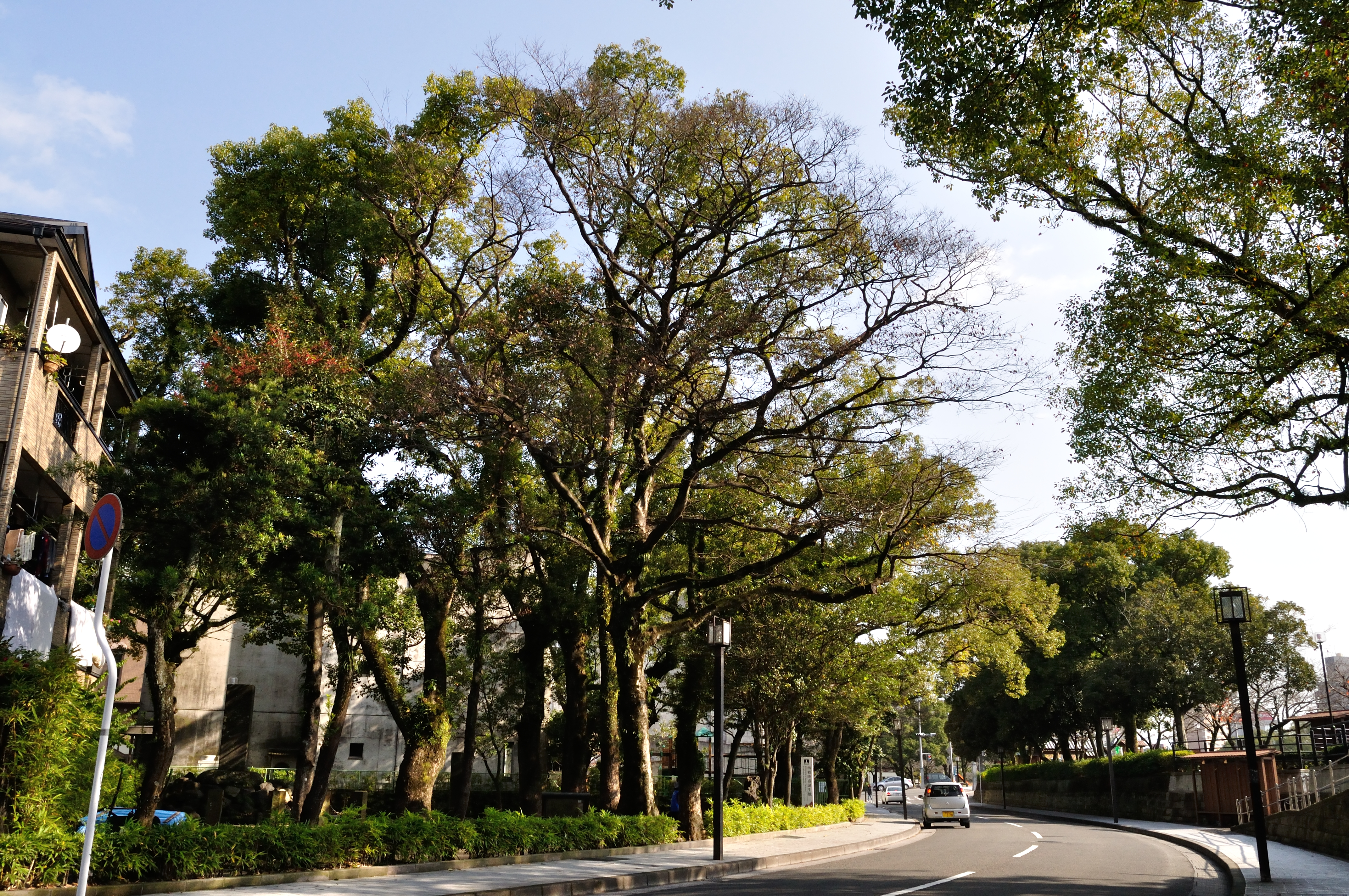
出生地附近：鹿兒島市加治屋町

西鄉隆盛（日语：／ Saigō Takamori；1828年1月23日—1877年9月24日）是日本江户时代末期（幕末）的薩摩藩武士、軍人、政治家。幼名小吉，元服時名隆永（後改武雄、隆盛），通称吉之介（後改善兵衛、吉兵衛、吉之助），号南洲。“隆盛”本為其父西鄉吉兵衛之名，但王政復古成功後朝廷授予位階，吉井友實誤將此名上報，其後將錯就錯，即以隆盛為名。
西鄉隆盛是明治維新的元勛，與木戶孝允、大久保利通并称「维新三杰」。明治初年曾任要職，推行多項重大改革，並在岩倉使節團出國訪問期間主導留守政府；1873年，在明治六年政變中辭職下野，回鄉建立私學校。1877年，在明治初年最大士族叛亂——西南戰爭中被推舉為叛軍首領，號稱“新政大总督、征伐大元帥”，同年叛亂失敗後切腹自殺身死；1889年，即其死後十二年，因輿論的同情、聲援而得到特赦，並追贈為正三位。三弟西鄉從道、從弟大山巖也都是明治政府的重臣。

## 生平
本項中的日期，除有注明者外，在明治五年十二月初二日（1872年12月31日）以前為旧曆（陰陽曆）的天保曆、明治六年一月一日（1873年1月1日）以後為新曆（太陽曆）的格里高利曆。

### 幼少、青年时代
文政十年十二月初七日（西曆1828年1月23日），西鄉隆盛生于日本薩摩藩鹿儿岛城下的下加治屋町山之口馬場，是御勘定方小頭西鄉九郎隆盛（后改名吉兵衛隆盛）的長子。幼名小吉，通称吉之介。
1839年，在鹿兒島因勸架而受到波及，右臂受傷，内側神經被切斷，高燒三日之後才得以恢復，從此右臂不能握刀，放棄武術的修行，轉習相撲，並立志以學問立身。1841年，行成人式，取名隆永。

### 島津齊興、齊彬时代
1844年，西鄉隆盛擔任「郡方書役助」。1847年，擔任鄉中組織的二才頭。1850年，薩摩藩發生由羅騷動，擁戴世子島津齊彬的一派被镇压，赤山靭負切腹；据说西鄉見到赤山的血衣，大受震動，自此以後傾向齊彬繼位主導藩政。此時，西鄉與大久保利通一同向伊藤茂右衛門学习陽明學及朱子的「近思錄」，向福昌寺（岛津家菩提寺）的無参和尚学禅宗。為了繼承赤山靭負的遺志，同大久保利通、税所篤、吉井友實、伊地知正治、有村俊齋（海江田信義）等人結成《近思録》的讀書会，此即後來“精忠組”的雛形。
1851年，薩摩藩主島津齊興在世子島津齊彬及幕府老中阿部正弘等人的政治運作下被迫隱居讓位。喜愛蘭學、素有賢侯之名的齊彬正式继承藩主之位，他主張積極推動幕政改革，建立以幕府為中心、朝廷及雄藩參與國政的公議政體，富國強兵，抵禦外侮。
1852年，西鄉娶伊集院兼寬之姊須賀為妻，同年父母相繼去世。1853年2月，得到繼承西鄉家家督的許可，但家祿減少；在此期間將通稱改為善兵衛；同年12月，黑船來航，日本國門就此打開。
1854年，西鄉的上書為島津齊彬所賞識，得以跟隨齊彬至江戶參覲交代；4月被任命為「御庭方役」，有了隨從齊彬左右的資格，又在江戶見到了仰慕已久的碩儒藤田東湖，請教天下大事。同年，因家庭困難等原因，妻子須賀與身在江戶的西鄉離婚。1855年，正式成為西鄉家家督，又改通稱為吉兵衛。
此時幕府將軍德川家定身體病弱，又無後嗣；圍繞下一任將軍的繼承人選，一橋派與南紀派相爭不休，前者主張推戴一橋家當主一橋慶喜，後者則主張推戴紀伊德川家當主德川慶福。島津齊彬與阿部正弘、越前藩主松平慶永、水戶前藩主德川齊昭（慶喜生父）同屬一橋派，在江戶的政治舞台上頗為活躍；西鄉作為齊彬的左膀右臂，也積極參與薩摩藩的政治活動，曾會見越前藩士橋本左内等人，並向德川齊昭送去齊彬的密信。1856年12月，在西鄉等人的努力下，薩摩藩出身的篤姬順利成為將軍家定的正室。
1857年，島津齊彬的參覲交代期滿，5月，西鄉隨齊彬返回薩摩藩。6月，島津齊彬的政治盟友、掌握幕府大權的阿部正弘去世。12月，西鄉又至江戶，將齊彬關於将軍繼嗣問題的密信送交松平慶永，并與橋本左内約定薩摩、越前兩藩共同擁立一橋慶喜。1858年3月，西鄉携帶篤姬寫給左大臣近衛忠熙的書信前往京都，並與僧月照等人一同奔走，試圖促成天皇降下密敕指定一橋慶喜為將軍後繼，但未能成功。
1858年5月，南紀派的代表人物、彥根藩主井伊直弼成為幕府大老，獨攬大權，推戴德川慶福為將軍後繼，並開始鎮壓朝廷、幕府中的政敵，史称「安政大獄」。7月，幕府命德川齊昭謹慎（閉門思過），松平慶永謹慎並讓出藩主之位，橋本左内謹慎（次年被斬首），一橋派失勢。同月，島津齊彬在鹿兒島觀看藩兵操練時突然病倒，數日後去世；養子島津忠義繼承藩主之位，齊彬之弟島津久光以忠義生父的身份成為藩主名義上的監護人，藩政實權則重歸前藩主島津齊興，齊彬所推動的政治改革一時終止。6月至9月期間，在井伊的強硬決策下，幕府未經朝廷同意便與西方列強簽訂安政五國條約；8月，將軍家定病逝，慶福繼位，改名德川家茂。

### 島津久光時代
幾歴辛酸志始堅

丈夫玉碎恥瓦全

一家遺事人知否

1858年6月，西鄉將松平慶永關於江戶、京都情勢的書信帶回鹿兒島送交齊彬，馬上又返回京都。7月，在京都聽聞齊彬去世的消息，西鄉欲殉死相從，但在月照的鼓勵下打消殉死念頭，決定為實現齊彬遺志而繼續努力。8月，受近衛家之托赴江戶，將孝明天皇的密敕送交水戶藩、尾張藩，未能成功。此後西鄉兩度再至京都，與梅田雲濱等諸藩志士密謀反對井伊直弼、推動幕政改革，但京都情勢已經十分嚴峻，西鄉不得已，最終於10月6日逃回鹿兒島。
薩摩藩當局有心庇護西鄉，命其化名西鄉三助，以迷惑幕府的捕吏。11月，月照與志士平野國臣一同化裝逃至薩摩；不同於西鄉，月照並不受藩當局的歡迎，被處以日向國流放之刑（名為流放，但按照慣例在途中會被殺害）。知道月照必死，11月16日夜，西鄉、月照與平野國臣一同泛舟锦江湾，西鄉與月照相抱投海。平野等人立即施救，但月照已經絕命；西鄉獲救，在稅所篤的照顧下，近一月後痊愈。藩當局修了西鄉的假墓，向幕府方面交差；12月又解除了西鄉的職務，命其再次化名菊池源吾（即“吾源出菊池氏”之意）到奄美大岛潛居。1859年1月，西鄉到達奄美大島龍鄉村。
在奄美大島期間，西鄉仍享受藩内的扶持米6石（1860年增為12石），家中也有藩主賜下的補助金。在島上，西鄉仍關心時局，多次與留在薩摩的親友通信；此外他還教導島上的孩童讀書，又娶了龍鄉大族龍氏的女兒愛加那為島妻（在島上流放時期的臨時妻子，身份近似妾侍），生下庶長子菊次郎與庶長女菊草。
1859年9月，手握藩政的島津齊興病死，鹿兒島藩的大權落到島津久光的手中。1860年3月，大老井伊直弼被激進尊攘志士刺殺身亡，井伊所主導的幕府强勢統治也無法繼續維持；接替井伊掌權的老中首座安藤信正傾向公武合體，積極促成孝明天皇之妹和宮與將軍家茂的婚事，並得到天皇首肯（二人於1862年2月成婚）。
島津久光欲紹述亡兄齊彬遺志，往京都聯絡皇室、公卿，共同推動幕政改革，因此於1861年采納大久保利通、堀次郎等人的進言，將西鄉隆盛召回薩摩。1862年2月，西鄉回到鹿兒島，為瞞過幕府耳目，改名“大島三右衛門”（在大島流亡三年之意）；但在久光召見時，西鄉直言其并無官位，亦無齊彬的人望，上京恐未必順利，惹來久光的不快。之後在大久保的勸説下，西鄉同意輔佐久光上京，3月13日奉命提前出發，至下關等待命令；但因激進尊攘志士有馬新七等人謀畫在京都起事，情形急迫，3月22日，西鄉違背命令離開下關，緊急上京阻止。
島津久光本人於3月16日出發，率兵上京；在途中聽聞此事，久光大怒，將西鄉逮捕，押回鹿兒島。6月6日，藩命西鄉再次改名大島吉之助，并將其流放德之島；7月，將西鄉家的知行地沒收，一家人的生活陷入困苦中。京都方面，久光於4月16日率兵到達，試圖安撫過激派志士未果，最終釀成第一次寺田屋事件，多名過激派尊攘志士被斬殺。
1862年7月2日，西鄉隆盛到達德之島；8月26日，愛加那帶著一子一女從鄰近的奄美大島趕來與西鄉相會，但翌日就傳來改處沖永良部島流放，并將西鄉關在牢中的命令。閏8月14日，西鄉到達沖永良部島。島上風雨交加，牢房條件簡陋，西鄉的身體飽受損害；幸得當地的間切橫目（維持村中治安的基層小吏）土持政照相助，得以住進土持自費建造的新牢房，身體恢復健康。在沖永良部島，西鄉同樣教導島上的孩童讀書，並與同為流放之身的詩人川口雪篷結交，學習書法、漢詩。西鄉還編寫了《與人役大體》、《間切横目大體》等指導基層行政的文書，並按照朱子的遺法，教島民設立“社倉”貯藏糧食，以備荒年。沖永良部島的社倉一直維持到1899年。
西鄉在沖永良部島時，仍然與在薩摩、奄美大島、琉球等地的薩摩藩士互通書信。1863年8月，以生麥事件為導火索的薩英戰爭發生，西鄉在流放地得知薩摩與英國人開戰，決定私自返回薩摩參戰；但由於消息不通，直到10月即將出航時，才傳來已將英艦擊退的消息，於是繼續留在島上。
西鄉第二次流放期間，日本本土的形勢也發生了很大變化。島津久光於1862年4月率兵上京，6月又與朝廷敕使同赴江戶；在久光推動下，幕府實施了文久幕政改革，以松平慶永為政事總裁職，以德川慶喜為将軍監護人，桑名藩主松平定敬成為京都所司代，會津藩主松平容保成為新設的京都守護職，此外還采取了設立機構研習洋學、引入西洋軍制、放寬參覲交代制度等改革措施。以“公武一和”為原則的文久改革加深了幕府與朝廷的政治連結；但另一方面，乘此時日本國内高漲的攘夷氣勢，以長州藩為首的激進尊王攘夷派也在朝廷内部積極展開工作，一度取得朝内話語權，推動天皇降下委任幕府實施攘夷的詔書，並促使幕府將攘夷日期定為1863年5月10日。然而到了當日，只有長州一藩真正實施攘夷，對美國商船進行炮擊，次月招來報復，損失慘重，過程中幕府與鄰近諸藩均作壁上觀。長州藩對幕府的消極態度不滿，試圖繼續推動朝廷收回對幕府的委任，由天皇親征攘夷；不過孝明天皇本人雖熱心攘夷，卻對長州及尊攘派公卿的過激甚為反感，又向薩摩、會津發出密詔，請求協助。8月，尊攘派志士發動天誅組之變，很快被幕府軍剿滅；同時朝中發生八月十八日政變，在薩摩、會津的主導下，長州勢力被逐出京都，三條實美等七位親長州的尊攘派公卿被處流放。八月十八日政變以後，朝廷詔令強藩進京共議政事；1863年12月，島津久光與越前藩前藩主松平慶永、宇和島藩前藩主伊達宗城、土佐藩前藩主山内容堂、一橋德川家当主德川慶喜等人在京都召開公議政體性質的參預會議，但在長州藩處置及橫濱開港等問題上未能達成一致，會議於1864年2月解散。
1864年2月，因人才不足，在大久保利通、小松帶刀的建議下，島津久光再度將西鄉隆盛召回薩摩藩。2月21日，西鄉乘坐蒸汽船返回薩摩，在途中經過奄美大島，與愛加那及子女會面，2月28日抵達鹿兒島；3月4日即出發前往京都，并被任命為軍賦役，掌握了薩摩藩在京都的兵權；4月被任命為御小納戶頭取、一代小番。此時輿論認為薩摩藩擴大同外國的秘密貿易規模，造成日本國内物價上漲；薩摩藩被攘夷、佐幕兩派非難，輿論地位非常不利。西鄉著手對薩摩商人收購物資的行為加以限制，以消解輿論惡評。
6月27日，朝議允許長州兵以為七卿赦免請願的名義進入京都；西鄉此時采取薩摩藩中立、專心守衛皇宮的政策，與小松帶刀商議後拒絕了德川慶喜的出兵命令。但在7月19日，長州軍試圖控制皇宮，在數個宮門與幕軍發生衝突，薩摩只得加入戰鬥。西鄉與伊地知正治等人率領薩摩、會津兩藩軍隊聯手擊敗長州藩，將長州勢力再次趕出京都，史稱禁門之變。西鄉在戰鬥中中彈受輕傷。禁門之變中，西鄉主導的薩摩藩雖然在政策上試圖中立，阻止長州與幕府任何一方單獨控制朝廷，但最終仍參與戰鬥，致使長州藩傷亡慘重，來島又兵衛、久坂玄瑞、真木和泉等人戰死，長州自此深恨薩摩、會津，稱其爲“薩奸会賊”。
1864年3月，德川慶喜辭去將軍監護人一職，就任禁裏御守衛總督，以德川慶喜、松平容保、松平定敬為首的一會桑政權支配了京都的政局。一會桑政權在代表幕府勢力的同時與朝廷上層也保持良好關係，試圖獨占與朝廷的合作，排除諸強藩對國政的參與，因而漸漸同一直試圖積極參與國政的薩摩藩產生齟齬。
1864年7月，京都朝廷下詔討伐長州藩，德川慶喜命令西日本21藩共同出兵討伐長州，史稱第一次長州征伐。8月，英國、法國、荷蘭、美國等四國艦隊為報復長州藩1863年的攘夷行動，炮轟下關(下關戰爭)，逼迫長州簽訂城下之盟。9月中旬，西鄉在大阪與勝海舟會面，并接受勝的意見，決定對長州實施緩和策略；10月初，藩命西鄉改名為“西鄉吉之助”；10月12日，西鄉被任命為征長軍參謀，之後受命全權處理長州事務；11月4日，與吉井友實、税所篤一同前往長州支藩岩國藩，同長州方面展開談判。此前長州方面由於繼禁門之變後再次敗戰，在内外壓力之下，主張對幕府恭順的保守派（即所謂“俗論派”）於9月取得了藩政的主導權；保守派主導下的長州藩與前來談判的西鄉等人達成妥協，於是幕府於12月撤回征長大軍。但長州内部又發生政變，以高杉晉作為首的改革派（即所謂“正義派”）發動功山寺起義，重新主導了藩政，又將藩論（藩政策）定為“武備恭順”（表面與幕府妥協，實則積極備戰）。
1865年1月，西鄉返回薩摩向藩主父子報告情況，并由小松帶刀做媒，娶家老座書役・岩山直温的次女絲子為正妻。此後幕府以再次征長作為威脅，對長州提出苛刻的政治條件，但西鄉、大久保等人不希望幕府權力繼續擴大，於是暗中運作朝廷下詔，不但對幕府給予長州的條款提出異議，還要求將軍上京商議。5月，西鄉再次返回鹿兒島，被任命為大番頭、一身家老組，并推動藩論轉至拒絕幕府再次征長的命令；閏5月，將軍德川家茂率兵上京，謁見天皇，請求朝廷發出再伐長州的詔書，但未能得到朝廷的許可。6月，經中岡慎太郎勸説，西鄉答應在下關同長州藩的桂小五郎會面，但因大久保寄來急信而失約前往京都。6月24日，西鄉在京都與坂本龍馬會面，並承諾以薩摩藩的名義幫助長州購買武器、軍艦；10月，西鄉返回鹿兒島，帶兵上京，此時又通過坂本龍馬向長州提出購買兵糧，這兩件交易奠定了薩長同盟的基礎。
1865年9月，英、法、荷三国軍艦開至兵庫，强迫幕府執行1858年安政五國條約中的兵庫開港條款；京都的朝廷對此感到畏懼，并向幕府下達再次征長之詔。10月，在幕府的壓力下，此前一直未得朝廷批准的安政五國條約終于獲得朝廷認可（但其中兵庫開港條款仍被朝廷拒絕批准）。
1866年1月，西鄉隆盛、小松帶刀在京都與桂小五郎簽訂密約六條，並由坂本龍馬在誓約書背面朱書擔保。誓約約定薩長雙方在軍事上互相提携、薩摩在朝廷工作方面幫助長州、薩長共同對抗一會桑政權等内容，這就是史上著名的薩長同盟。3月，西鄉返回鹿兒島，其后在藩内展開軍備擴充與藩政改革。7月，西鄉的嫡長子西鄉寅太郎誕生；9月，西鄉被任命為薩摩藩大目付、陸軍掛、家老座出席，但因病沒有接受大目付職位。
1866年6月，幕府對長州展開攻擊行動，史稱第二次長州征伐；7月9日，身在鹿兒島的西鄉起草了向朝廷建議反對再征長州的上書，並以藩主名義向幕府提交了拒絕出兵的文書。以薩摩藩為首的諸藩對征長多采不合作、觀望態度；面對幕府軍隊的進擊，長州展開積極抵抗，幕軍慘敗；7月30日，將軍德川家茂在大阪病逝。幕府方以此為契機請求朝廷下詔與長州停戰。8月21日，朝廷頒佈停戰命令；12月5日，德川慶喜在江戶繼任將軍；12月25日，孝明天皇在京都駕崩，幕府方又借此機會請朝廷下令“解兵”，第二次長州征伐正式結束。
1867年3月25日，西鄉率700名精銳士兵跟隨久光上京，準備5月份與松平慶永、山内容堂（前土佐藩主）、伊達宗城（前宇和島藩主）共同召開四侯會議。直到此時，薩摩藩的方針仍是以朝廷為中心推行公武合體、雄藩聯合執政的政治體制。四侯會議在薩摩主導下試圖將政治主導權從幕府手中轉移到以自己為首的雄藩聯合一方；然而這一企圖被德川慶喜徹底挫敗，四侯會議在5月下旬就宣告破產，而薩摩的立場也由公武合體轉為武力討幕。
5月21日，西鄉與土佐藩中的武力討幕派藩士谷干城、乾退助（即后来的板垣退助）等人締結武力討幕的“薩土密約”；6月22日，又與土佐藩士坂本龍馬、後藤象二郎、福岡孝弟等人締結以非武力終結幕府統治、建立公議政體的“薩土盟約”（關於薩摩訂立薩土盟約的真實動機，諸説不同）。隨著局勢的變化，非武力的“薩土盟約”在兩個半月以後就宣告失效，而武力討幕的“薩土密約”則在戊辰戰爭中得到了忠實的執行。

### 王政復古、戊辰戰爭
1867年10月14日，在土佐前藩主山内容堂（政治立場傾向於親幕）的建議下，將軍德川慶喜向朝廷上書，正式提出大政奉還，企圖以退為進，僅在名義上將政權交還朝廷，而同時又保有實權，使薩長失去倒幕的大義名分；而在同一日，薩摩、長州也收到了武力討伐幕府、會津、桑名的討幕密詔（因格式上有若干可疑之處，其真偽尚存爭議）。次日，朝廷正式下詔，同意“大政奉還”。10月24日，德川慶喜又上書要求辭去將軍一職。此時朝廷並無處理内政外交的能力，只好命令諸大名進京召開會議共商國是，在此之前仍然讓慶喜暫時保有將軍職務，並繼續委托幕府處理政事。因實權暫時保留在慶喜手中，諸大名一時皆觀望不前；已決意推翻幕府的西鄉、大久保等人與朝廷内部以岩倉具視為首的討幕派公卿皆為此感到憂慮，共同制定了將幕府及攝政二條齊敬、朝彦親王等親幕派公卿一並排除出政治權力中心的政變計畫。
接到討幕密詔後，西鄉回到薩摩，並在桂久武等人的協助下成功推動藩論轉向武力討幕。11月13日，西鄉率兵約3000名，跟隨藩主島津忠義從鹿兒島出發，到達京都；稍後藝州藩等藩也決定發兵進京。由於諸藩遲遲不動，至12月8日為止，上京的強藩只有薩摩、藝州、尾張、越前、土佐；以這五藩的兵力為後盾，岩倉具視成功取得朝廷的主導權。12月9日，朝廷頒佈“王政復古大號令”，宣佈接受德川慶喜的辭職，廢除幕府，以朝廷為中心建立新的政治體系；并且在小御所召開會議，態度強硬地命令慶喜“辭官納地”（辭去内大臣的官位，歸還幕府領地）。
德川慶喜對此決定反應强烈，與外國使節會談，成功將外交權保留在幕府一方，甚至公然要求朝廷撤回王政復古的命令；而諸藩對薩摩、長州的强硬姿態也感到不安，土佐藩仍然試圖建立包含慶喜在内的公議政體，朝廷也一度動搖，下詔承認德川慶喜仍然掌握全國政權。此時西鄉隆盛授意相樂總三等浪人在江戶進行放火、搶劫等挑釁活動，遭受襲擊的莊内藩對江戶薩摩藩邸展開報復行動，而以此為契機，江戶城内的強硬派主張討伐薩摩，并派兵向京都進軍。1月3日，長州、薩摩軍隊與幕府軍在鳥羽、伏見展開大戰，人數占優勢的幕府軍大敗；1月8日夜，慶喜乘坐軍艦逃回江戶。鳥羽伏見之戰揭開了戊辰戰爭的序幕。
新政府於1868年1月7日頒佈討伐慶喜的命令，9日以有栖川宮熾仁親王為東征大總督，對幕府全面開戰。2月12日西鄉被任命為東海道先鋒軍薩摩諸隊差引（司令官），14日任東征大總督府下参謀（参謀職務由公卿擔任，下参謀就是實際上的参謀），率先鋒軍先行進發。2月28日，西鄉軍占領東海道要衝箱根，並返回靜岡；3月9日在静岡會見慶喜的使者山岡鐵舟，提出德川處置案七條；之後奉大總督府“3月15日總攻江戶”的命令，從静岡出發，11日到達江戶。3月13日、14日，西鄉在江戶城下與幕府使者勝海舟會談，達成了“江戶無血開城”的協議，并中止了攻擊；西鄉返回京都，20日在朝議上得到朝廷的許可，再度回到江戶，4月11日，幕府方將江戶城交接給新政府軍，德川慶喜回到出生的水戶藩閉門思過。
1868年5月，西鄉指揮軍隊在上野戰爭中打敗了幕府殘餘勢力的彰義隊，6月回到家鄉鹿兒島休養；此時東北的奧羽越列藩同盟堅持對新政府軍進行頑强抵抗，因此，7月23日西鄉又被任命為薩摩藩北陸出征軍總差引（司令官），8月10日到達越後柏崎，13日接到二弟吉二郎戰死的訃報。在西鄉的指揮下，新政府軍連戰連捷，9月27日莊内藩降伏，新政府在“東北戰爭”中取得了全面勝利。西鄉指示黑田清隆對莊内藩進行寬大處理，得到了莊内藩士的由衷感激。明治初年，舊莊内藩部分藩士來到鹿兒島跟隨西鄉研習學問，並在西鄉去世后将其教导編寫成《南洲遺訓》。
東北戰爭勝利後，西鄉於1868年11月回到鹿兒島。1869年2月，在藩主島津忠義的親自邀請下，西鄉在薩摩藩擔任参政、一代寄合；3月，重新得到知行地。5月1日，為了支援箱館戰爭，以總差引（司令官）的身份率藩兵再次從鹿兒島出發，但在5月25日到達箱館時，戰爭已於18日結束，五稜郭開城投降，戊辰戰爭也就此告一段落。

### 明治維新、留守政府
從箱館返回的路上，西鄉在東京停留，1869年6月2日因王政復古之功，御賜賞典禄永世2000石。其後西鄉拒絕了令其留在東京做官的命令，回到鹿兒島。7月，在鹿兒島郡武村（現在鹿兒島市武二丁目的西鄉公園）購買房屋。9月26日，位階敘為正三位；12月向朝廷返還位階，在藩主名義的返還文書中，第一次使用“隆盛”的名字。1870年1月18日辭去参政職位，任相談役，而7月3日又辭去相談役，任執務役；8月被太政官任命爲鹿兒島藩大参事。
1870年2月13日與村田新八、大山巖、池上四郎一同赴長州藩，視察奇兵隊脱隊騷亂的情況，謁見長州藩知事毛利元德之後，回到鹿兒島。7月27日，鹿兒島藩士、集議院徵士横山安武（森有礼之兄）在太政官正院門前投下針砭時弊的諫言書後自殺；西鄉受到很大衝擊，憂慮薩摩人染上新政府官吏驕奢淫逸的惡習，背離民心，因此在9月派遣池上四郎去東京，勸説薩摩出身的軍人、官吏歸鄉。12月，懷抱危機感的新政府派敕使岩倉具視、副使大久保利通趕赴鹿兒島，催促西鄉出仕，卻仍然難以打動西鄉；最後在歐洲考察歸來的西鄉從道勸説下，西鄉終於同意為了推动政治改革而進京出仕。
1871年1月3日，西鄉、大久保與池上一同，帶著「政府改革案」從鹿兒島出發上京。8日，西鄉一行經過長州，與木戶孝允會談；16日從長州出發，17日到達土佐，與藩知事山内豐範、大参事板垣退助会談。22日、西鄉、大久保、木戶、板垣、池上等人到達神戶，在大阪與山縣有朋会談，并一同出航，到達東京。2月8日，一行人在東京會談，決定創設御親兵；2月13日發佈命令，徵發鹿兒島藩、山口（長州）藩、高知（土佐）藩藩士編成御親兵部隊。西鄉與藩主島津忠義一同率御親兵常備隊4個大隊約5000人上京，4月份到達東京。除了御親兵以外，在此期間還設置了東山道鎮台與西海道鎮台；而以這些武裝為後盾，6月25日，新政府開始了内閣改組。此時西鄉重新被敘為正三位。7月5日，西鄉成為制度取調会的議長，6日得到委員決定權的敕許，與大久保、木户等人審議新官制、内閣人事、廢藩置縣等大政方針。此前在成立御親兵時，各強藩藩主已經交出部分兵力，力量有所削弱；新政府趁此機會，斷然施行廢藩置縣政策。經過朝議之後，天皇於14日召集在京的藩知事（旧藩主），公佈了廢藩置縣的詔書。
在此期間新官制的決定以及内閣人事的更動也順次進行，7月29日的新内閣名單如下（其中外務卿岩倉兼任右大臣一職，推遲到10月中旬才實現）：
- 太政大臣（三條實美）
- 右大臣兼外務卿（岩倉具視）
- 参議（西鄉隆盛、木戶孝允、板垣退助、大隈重信）
- 大藏卿（大久保利通）
- 文部卿（大木喬任）
- 兵部大輔（山縣有朋）
- 大藏大輔（井上馨）
- 工部大輔（後藤象二郎）
- 宮内大輔（萬里小路博房（日语：万里小路博房））
- 司法大輔（佐佐木高行）
- 文部大輔（江藤新平）
- 外務大輔（寺島宗則）

1871年11月12日，為了改正與歐美各國的條約，以特命全權大使岩倉具視、副使木戶孝允、大久保利通、伊藤博文等人為首的外交使節團從横濱出發。留在國内的重臣以三條實美、西鄉隆盛為首組成留守政府；但此段時間西鄉多病，長期住在青山的別莊，實際上較少參與留守政府的方針決策。
雖然使節團出發前與留守政府約定，出使期間國内並不實施重大改革，但使節團出發後，留守政府仍繼續對官制、軍制及其他制度進行了一系列改革。1871年11月岩倉使節團出發至1873年9月岩倉归国期間，三條、西鄉主導的留守内閣施行的主要改革如下：
- 基督教禁教令（日语：禁教令）的解除
- 太陽曆的採用
- 府縣的整合
- 戶籍法（日语：戸籍法）制定、全國戶籍編制
- 學制的制定
- 廢兵部省，設陸軍省、海軍省
- 廢御親兵，設近衛兵（也就是後來日本陸軍近衛師團的前身）
- 徵兵令的頒佈
- 地租改正條例的頒佈
- 國立銀行條例（日语：国立銀行条例）的頒佈

1872年5月至7月，西鄉隨天皇巡幸關西、中国、西国地區。6月29日，近衛都督山縣有朋因挪用大額軍費（山城屋事件）而遭受强烈抨擊，提出辭職；此時西鄉正在隨天皇赴鹿兒島行幸的歸途中，奉天皇之命火速回京解決此事。留守政府接受了山縣的辭呈，為了薩長均衡，將西鄉隆盛之弟從道的近衛副都督職位也解除，由西鄉隆盛自任近衛都督。7月29日，西鄉被任命為陸軍元帥兼参議；11月28日；留守政府頒佈徵兵令（次年1月開始實施），在日本歷史上首次將全民列入徵兵範圍。1873年5月，隨著徵兵令的實施，元帥一職廢除，西鄉成為陸軍大将兼参議，是為現代日本第一位陸軍大将。
自1869年版籍奉還起，主張内治優先的木戶（孝允）派在明治新政府的行政中樞内就一直占有重要地位；1871年廢藩置縣後，大藏省合并了民部省，成為主導民政、財政的大部門，而主導大藏省的也是木戶派的井上馨。岩倉使節團出行以來，圍繞内政（財政預算問題及山城屋事件、尾去澤銅山事件等貪污事件）及對外政策（因八瑶湾事件而產生的攻台之議），留守政府中木戶派控制的大藏省與其他部門之間的矛盾逐漸激化。1873年1月，三條實美認為此矛盾難以解決，遂命使節團中兩位重要人物木戶孝允與大久保利通先行回國。井上馨試圖推動内閣改組，以增强木戶派的實力；4月留守政府進行了改組，但井上馨的期待落空，江藤新平、後藤象二郎及大木喬任被補任為參議，己方的實力反而大大減弱。5月井上辭去大藏卿一職，木戶派結束了對大藏省的長期主導，就此在留守政府中失勢。5月底，政見傾向木戶派的大久保回國，但此時政府的改組已經完成，大久保也無能為力；因對留守政府的一系列舉措不滿，大久保赴地方視察，并沒有回中央政府任職。7月，木戶本人也回到日本；木戶為己方失勢憤怒不已，對中央政府采取了與大久保同樣的不合作態度，並決定等待岩倉回國，重奪政權。

### 明六政变、辭職歸鄉

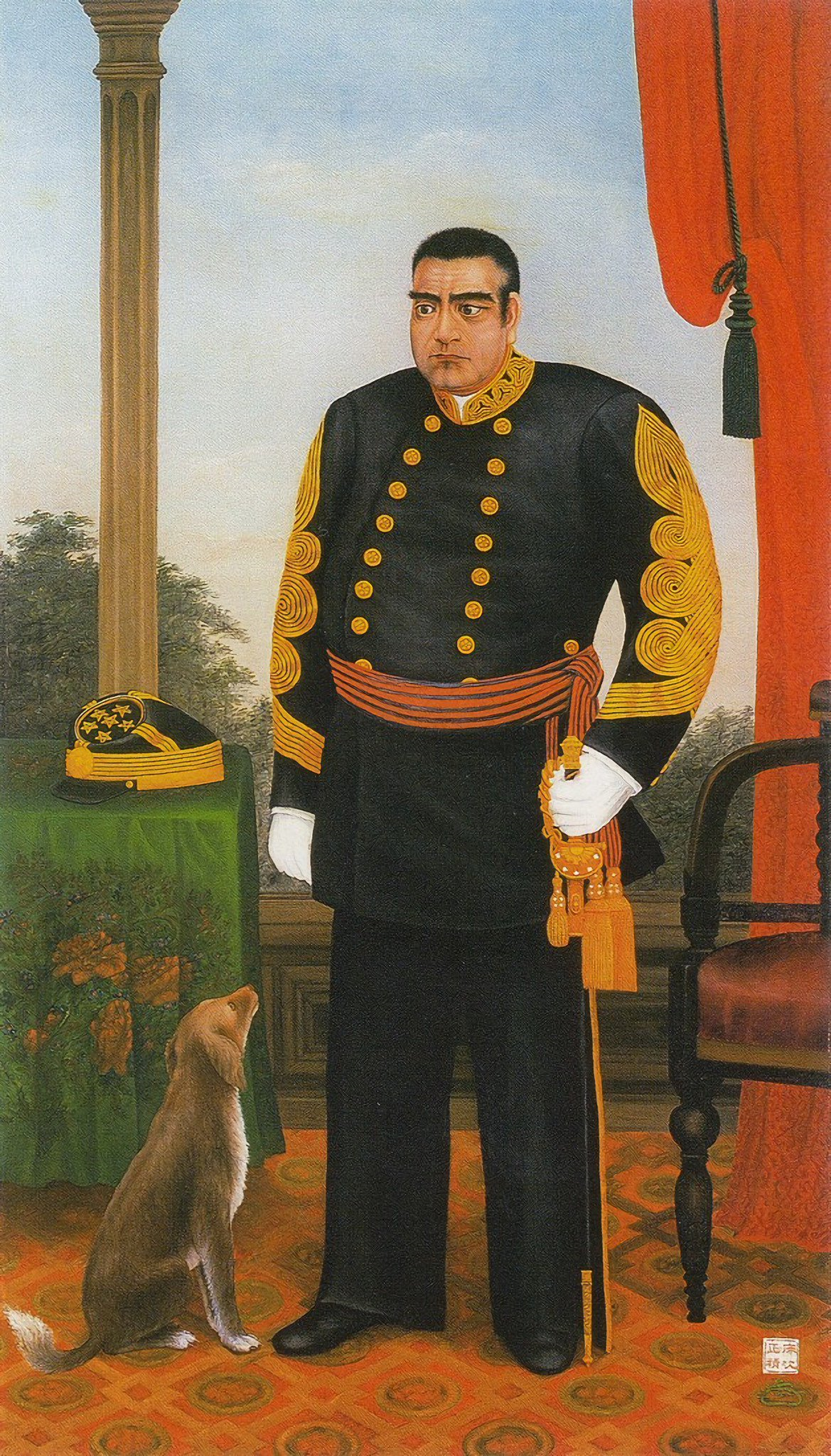
軍裝的西鄉隆盛，床次正精作

明治初年，在維新政府的改革下，實行四民平等政策，廢止大名、武士階級，創設華族、士族，並施行徵兵令，廢除舊時代的身分制度與特權。舊武士階層失勢，尤其是廣大下級武士漸漸無以維生；西鄉隆盛為幫助不平士族，遂起對外征伐之念。
1868年，作為中國屬國的朝鮮王朝因日本新政府送來的國書中有“皇”“敕”等字，与江戶時代兩國外交文書的慣例不同而不予接受，因此明治政府遲遲未能與朝鮮建立外交關係，而明治新政府向西方學習，推行全方位的社會改革，也令朝鮮統治集團反感，日朝關係不斷惡化。朝鲜当权的兴宣大院君以儒教復興與攘夷為國策，主張與日本斷絕一切關係。此時日本方面認為朝鮮不但不接受國書，而且侮辱使節，威脅日僑安全，1873年（明治六年）6月，日本外務少記森山茂自釜山歸國後，通過外務少輔上野景範向内閣提出議案，6月12日，内閣7位參議對此案進行審議。
此前5月，主張内治優先的木戶派在留守政府中失勢，其後内閣整體傾向對外强硬。參議板垣退助在審議中主張以武力直接迫使朝鮮締結修好條約，而西鄉隆盛則認為不應首先使用武力，而應派出全權大使，如激怒朝鮮而被斬殺，再出兵則師出有名，并且毛遂自薦擔任遣韓大使。西鄉的提案得到了參議江藤新平、後藤象二郎的贊成，而經過數次勸説，板垣退助及副島種臣兩位參議也表示贊同。8月16日，得到太政大臣三條實美的同意，17日在閣議中正式決定，并上奏天皇，但次日明治天皇指示應當等待訪問歐洲的使節團歸國，再行議論。
9月13日，岩倉使節團的正使、右大臣岩倉具視從歐洲歸國，他的政見與木戶派同樣傾向内治優先，反對西鄉的提案。岩倉決定將大久保、木戶等人召回中央政府；但木戶此時患病，因此只有大久保返回内閣，於10月12日再次就任參議。10月14日，閣議再度討論派遣案，但未能決定；15日再議，因西鄉態度强硬，三條實美決定采納西鄉的派遣案。16日，岩倉至三條官邸，試圖勸説三條改變決策，但三條不允；然而大久保及大隈重信、大木喬任等參議於17日突然提出辭表，岩倉也表明辭職之意，事態至此，18日夜三條突發急病，人事不省。由於大久保等人的暗中活動，明治天皇行幸岩倉官邸，更指定岩倉代理太政大臣一職。
10月22日，西鄉、板垣、後藤、副島、江藤五位參議至岩倉官邸，希望岩倉能夠再次將15日的閣議決定上奏，但岩倉并未同意；23日，西鄉辭去陸軍大将兼参議、近衛都督，又上表將位階返還；而岩倉則擱置先前的閣議，向天皇奏上西鄉派遣延期的意見書。岩倉事先已經做好宮中的工作，因此翌日（24日），天皇接收岩倉的意見，裁定將西鄉派遣無限期延期，板垣、副島、後藤、江藤等参議也遞上辭呈；至25日，5位參議的辭呈均獲批準，西鄉辭去参議、近衛都督的要求被許可，但陸軍大將辭職與位階返還的要求則被駁回。其後以林有造、桐野利秋、篠原国幹、淵邊群平、別府晋介、河野主一郎、邊見十郎太、村田新八、池上四郎等人為首的政治家、軍人、官僚600餘名亦集體辭職，這就是史稱的“明治六年政變”。政變之後，大久保利通於11月10日設立内務省，自任内務卿，開創了被稱為“有司專制”的獨裁政權。
西鄉下野之後，於11月10日返回鹿兒島，此後大半的時間都在武村的自宅度過。1874年2月，江藤新平受佐賀不平士族的擁戴，發動佐賀之乱，失敗之後潛逃到鹿兒島。3月1日，江藤在山川的鰻温泉見到正在休養中的西鄉隆盛，并與其會談；會談的内容不得而知，但次日，江藤離開，西鄉把江藤送到指宿而還。其後，江藤在土佐被捕，并被判處斬首之刑。此前2月的閣議中決定，因應1871年琉球島民在臺灣被原住民殺害的八瑶湾事件，出兵台湾，西鄉對此表示反對；但到了4月，西鄉應三弟從道的請求，在鹿兒島徵募士兵約800名，送往長崎參戰。

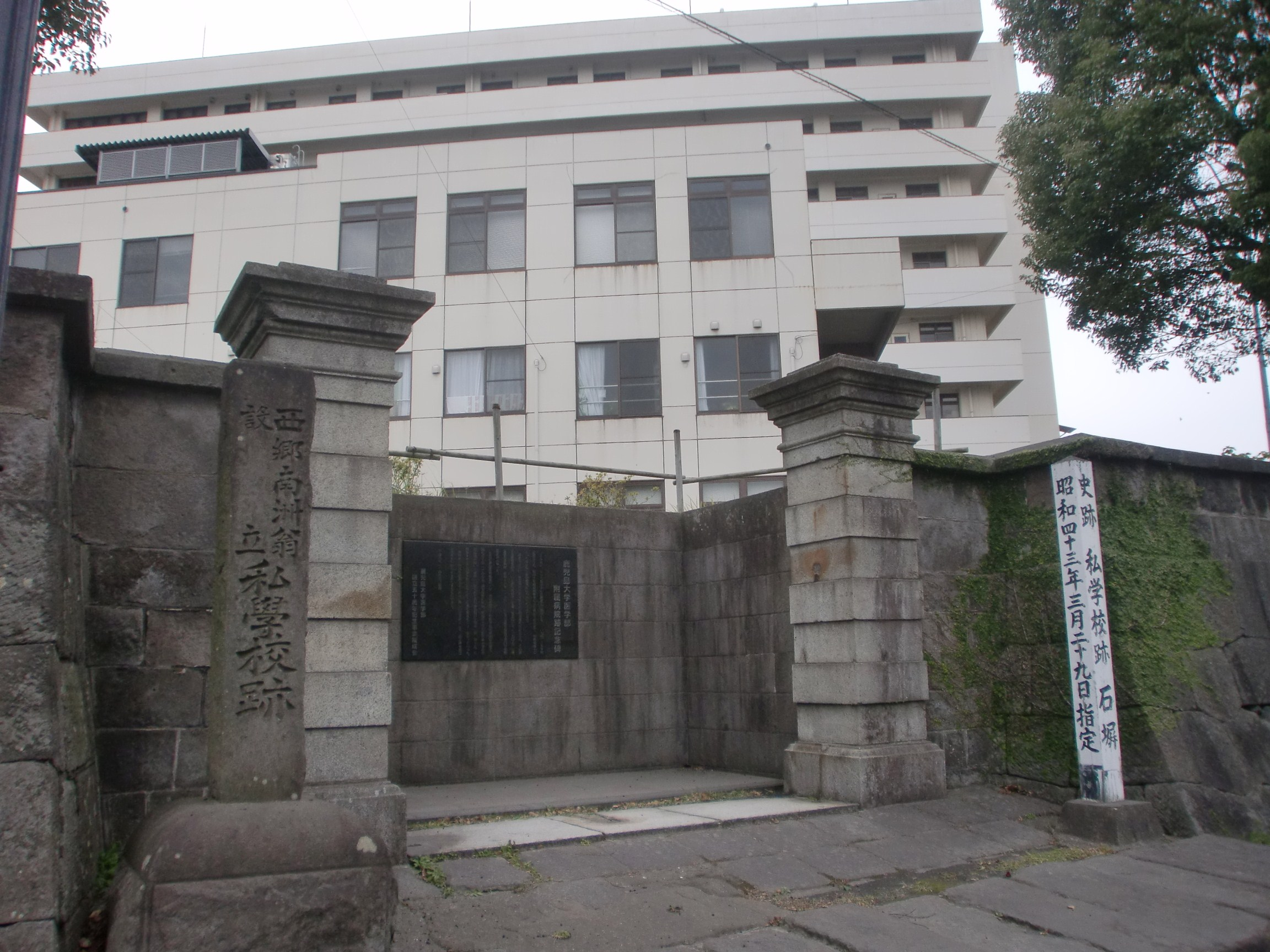
私學校正門跡（鹿兒島市）

明治六年政變下野的鹿兒島縣籍軍官、警察等相繼歸鄉，縣内無業的青年士族增多，為了約束他們，西鄉於1874年6月設立了私學校，并得到了縣令大山綱良的協助。私学校設銃隊學校，以篠原国幹為監督，設砲隊學校及幼年學校（章典学校），以村田新八為監督，又在縣内各鄉設置分校。其後西鄉本人繼續在鹿兒島隱居，過著游獵山林、溫泉休養的閑適生活；而私學校黨在西鄉的影響下，成為縣内最大的勢力，大山綱良也不得不借其力來實施縣政，積極采用私學校人士為官吏、警察。私學校黨在縣政中漸漸處於主導地位，鹿兒島縣實質上已經成為私學校黨支配下的半獨立政權。
1876年3月，大久保利通主導下的明治政府頒佈废刀令，8月又實施秩禄改革，徹底廢除了數百年來舊武士階級的帶刀、俸祿等特權。不平士族大為憤怒，10月24日熊本縣士族掀起神風連之乱，27日福岡縣士族掀起秋月之乱，28日山口縣士族又擁戴前原一誠，掀起萩之乱。11月，西鄉在日当山温泉聽聞叛亂繼起的消息，寄信給桂久武，在信中表示自己也在等待“決起之時”。

### 西南戰爭
1876年12月至1877年1月，新政府為防止鹿兒島士族叛亂，也采取措施，決定秘密派船（“赤龍丸”）至鹿兒島，將縣内彈藥庫中的彈藥運走；鹿兒島籍的大警視川路利良也派出24名巡查，以歸鄉的名義到縣内開展情報搜索以及私學校的瓦解工作。對此，私學校黨認為彈藥庫中的彈藥并不屬於陸海軍，政府無權將其運走；而衆多巡查一起歸鄉，其目的亦頗為可疑。
明治10年（1877年）1月下旬，西鄉隆盛在大隅半島的小根占（今屬宮崎縣）狩獵。而新政府方面，1月28日山縣有朋向熊本鎮臺發出警戒命令的電報；29日夜，悄悄將草牟田火藥庫中的火藥、弾藥運出，移到赤龍丸船上。此舉觸怒了私學校學生，他們襲擊了這座火藥庫。2月1日，西鄉的四弟小兵衛以私學校使者的身份來到小根占。西鄉从小兵衛處聽聞川路利良所派的巡查中原尚雄將要刺殺自己，以及私學校學生襲擊火藥庫等消息，返回鹿兒島，並增加了貼身護衛人數。3日，中原尚雄被捕，4日經過拷問招供，承認自己有“刺殺”（據山縣有朋的説法，實為日文中同音的“視察”，即偵察之意）的意圖，因此6日私學校召開大會，決定派遣大軍上京，向政府問罪，7日告知縣令大山綱良。9日川村純義海軍中将試圖面見西鄉未果；同日，大久保所派遣的野村綱也向縣廳自首，從自首内容中，西鄉似乎認為大久保也同意對他的刺殺行動。
13日，募兵與新兵訓練結束，進行了大隊編制，一番大隊指揮長為篠原国幹，二番大隊指揮長為村田新八，三番大隊指揮長為永山弥一郎，四番大隊指揮長為桐野利秋，五番大隊指揮長為池上四郎，桐野兼任總司令，淵邊群平為本營附護衛隊長，率領狙擊隊護衛西鄉。別府晉介在加治木組織兩個大隊，任指揮長。14日、西鄉在私学校練兵場舉行正規大隊的閲兵式；15日，在60年一遇的大雪中，薩軍一番大隊從鹿兒島出發，西南戰争開始。17日，西鄉也從鹿兒島出發，經加治木、人吉，向熊本城進發。
2月下旬，薩軍猛攻熊本城，但熊本城在谷干城的堅守下一直未被攻破；3月開始的田原阪、吉次之戰中，薩軍武器處於劣勢，後勤也較為落後，作戰失利，篠原国幹戰死，田原坂在3月20日被政府軍奪走。4月，池上四郎在安政橋口戰敗，永山弥一郎在御船戰死，政府的援軍打通了與熊本城的聯絡，薩軍為脫離腹背受敵的情形，於4月14日解除熊本城之圍。4月15日，軍議決定以割據薩摩、大隅、日向三州為目的，而在此期間，西鄉除了出席此次軍議以外，沒有任何參與戰鬥指揮的記錄。
4月下旬，薩軍在矢部濱町將大隊重新編制為中隊。其後經過椎葉，為建立新的根據地，向人吉進發。此後，薩軍在人吉設立本營，以此為中心與政府軍対峙；但寡不敵眾，人吉的情勢漸漸變得危險，薩軍又在5月底將本營移往宮崎。在宮崎，為了改善財政，薩軍根據桐野利秋的指示，發行了大量的軍票（西鄉札）。
6月至7月，村田新八在人吉與政府軍展開纏鬥。7月10日，政府軍對加久藤、飯野展開全面攻擊，村田新八部退卻至高原麓、野尻方面。24日，村田新八部在都城與政府軍六個旅團展開大戰，寡不敵衆，撤回宮崎。31日，桐野、村田等率軍與政府軍在宮崎大戰，再次失敗，薩軍退至廣瀨、佐土原。8月1日，薩軍在佐土原敗北，政府軍佔領了宮崎。此後西鄉退至延岡，但延岡也很快失守。8月15日，以和田峠為中心，展開了西南戰爭最後一場大戰，西鄉親自指揮，卻又一次遭遇失敗，未能收復延岡，退至長井村。政府軍將長井重重包圍，16日西鄉發出解散部隊的命令，焚燒文件及陸軍大将軍服，此後薩軍多有降伏者。17日夜，殘餘的精銳士卒從長井村出發，翻過可愛岳，突破政府軍的包圍網，回到鹿兒島。

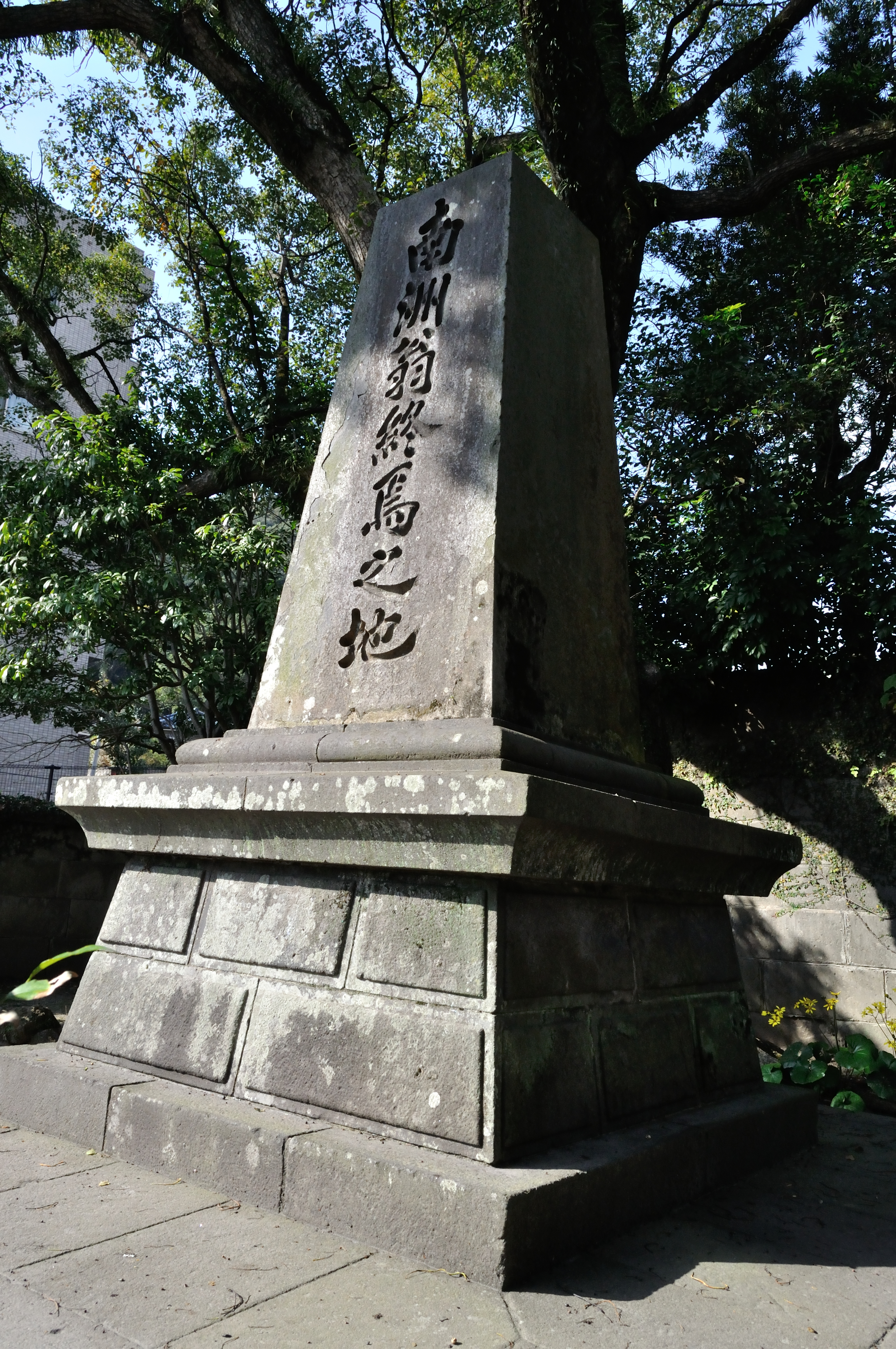
紀念碑：南洲翁終焉之地（鹿兒島市城山町）

9月1日，成功突圍的薩軍殘部返回鹿兒島，佔據城山。6日，追蹤而來的政府軍包圍了城山，薩軍殘部危在旦夕。19日，山野田一輔、河野主一郎為救西鄉之命，假稱向政府軍説明舉兵之意，前往政府軍參軍川村純義之處；作為同鄉後輩的川村純義寫信勸西鄉投降，而與西鄉有舊交的參軍山縣有朋也寫下一封聲情并茂的書信，勸西鄉自盡。22日，西鄉發出在城山決死的檄文；23日，山野田返回城山，帶來川村及山縣的書信，西鄉沒有回覆。9月24日凌晨4時，政府軍向城山發動總攻，西鄉與將士40余名在洞前列隊，向岩崎口發起自殺式的最後攻擊。薩軍將士紛紛中彈而亡或自盡身亡，西鄉隆盛大腿與腹部中彈，遂對身旁的別府晉介說“晉兄，晉兄，事已至斯，在此處即可”，然後正襟跪坐，東向遙拜，別府高呼“請原諒”，為西鄉介錯。西鄉隆盛遂死，享年51歲（49周歲）。西鄉的首級被埋在折田正助邸門前。看到西鄉自盡，剩餘的將士也繼續向岩崎口發起衝擊，在私學校一角築壘死戰，最後或自刃，或相刺而死，或戰死。上午9時，西南戰爭結束，天降大雨。
雨停后，山縣有朋與政府軍各旅團長一同在净光明寺跡進行了尸體檢驗；西鄉隆盛的軀體被毛布包裹，放入木櫃，就地埋葬，因是暫時埋葬，并未立碑，只立了木牌，其上姓名由新任縣令岩村通俊書寫。此外，其首級也在戰鬥結束后被發現，檢驗之後予以厚葬。明治12年（1879年），西鄉的遺體被遷葬至今天的鹿兒島南洲墓地，戒名為“南洲寺殿威德隆盛大居士”。

### 死後
1877年2月25日，明治政府在“行在所達第四号”中宣佈褫奪西鄉隆盛之官位，也就是説，在西鄉死後，官方對其定位只是叛亂賊軍將領而已。然而民間對西鄉同情聲浪甚高，喜愛西鄉為人的明治天皇也曾表示惋惜之意；由於天皇的意向及黑田清隆、勝海舟等人的努力奔走，西鄉於1889年2月11日大日本帝國憲法頒佈同時獲得特赦，並追贈正三位之官階。

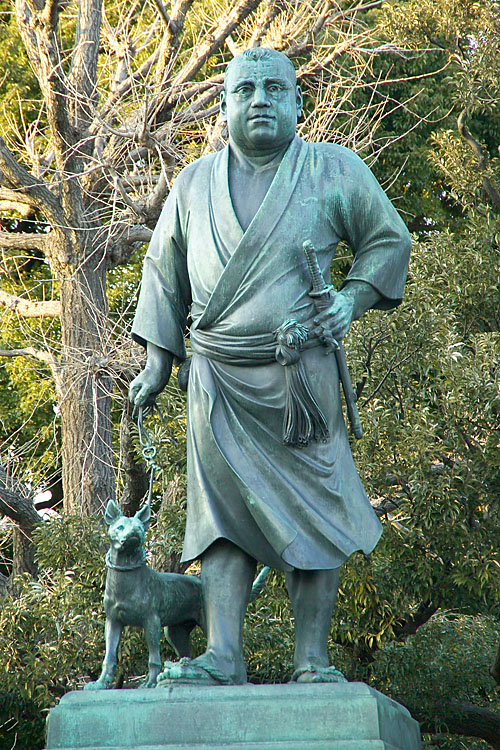
西郷隆盛塑像，位于日本东京的上野公園

1898年，西鄉隆盛的銅像在东京上野恩赐公园揭幕，塑像中，他一手牵着愛犬，一手握腰间日本刀，而相貌則是根據義大利版畫家Edoardo Chiossone的作品製作的。中国著名的思想家王韬、黃遵憲、梁啟超等人都曾到上野公園瞻仰西鄉隆盛的銅像。除此之外，鹿兒島縣的鹿兒島市及霧島市也分別於1937年及1988年建立了西鄉隆盛的銅像，其中霧島市的塑像高達10.5米，是全日本最大的真實人物塑像。
在鹿兒島縣的鹿兒島市、和泊町（冲永良部島），以及山形縣酒田市、宮崎縣都城市，都設有祭祀西鄉隆盛的南洲神社。

## 评述
倒幕成功以前西鄉隆盛先是支持藩主的“公武合体”，之后主张“尊皇攘夷”，但事实上也同英国合作，努力引进西方的技术。他在倒幕运动中縱橫捭闔，运用权谋。明治政府成立之后他以宋代陳龍川的话「推倒一世之智勇，开拓万古之心胸」作为座右铭。他曾在自己的日记中写道：为人当学司马温公（司马光），无一事不可与他人道，努力要求自己向完全大公无私的方向发展。
西鄉隆盛曾对坂本龙马说：「你前天所说的和今天所说的不一样，这样你怎么能取信于我呢？你作为天下名士必须有坚定的信念！」坂本说：「不是这样的。孔子说过，君子从时。时间在推移，社会形势在天天变化。因此，顺应时代潮流才是君子之道！西乡，你一旦决定一件事之后，就想贯彻始终。但这么做，将来你会落后于时代的。」此言亦預告了西鄉的結局，西鄉隆盛自始至终都堅持武士精神，竭力爭取下层武士的權益與地位，然而未能宏觀考量當時日本在國際間的情勢，及維新政府整體的利益。
西鄉性格好惡分明、熱情洋溢、時而打破成規採取不合理的行動。一生最後以悲劇收場，也因叛亂而未入祀靖國神社，但他卻是維新三傑中最受到日本人的喜愛與尊敬，而其尚武精神和軍國主義思想，亦深植日本軍人心中，也為日本之後的軍國主義發展帶來影響。

## 诗句

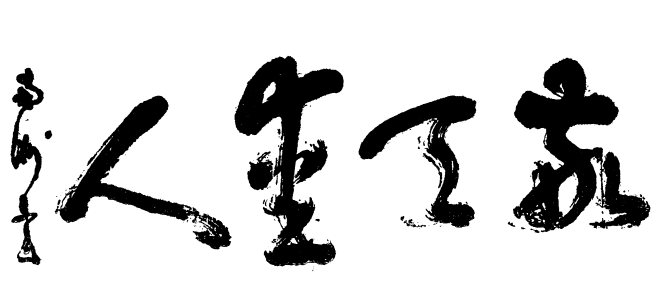
西鄉隆盛書法「敬天愛人」

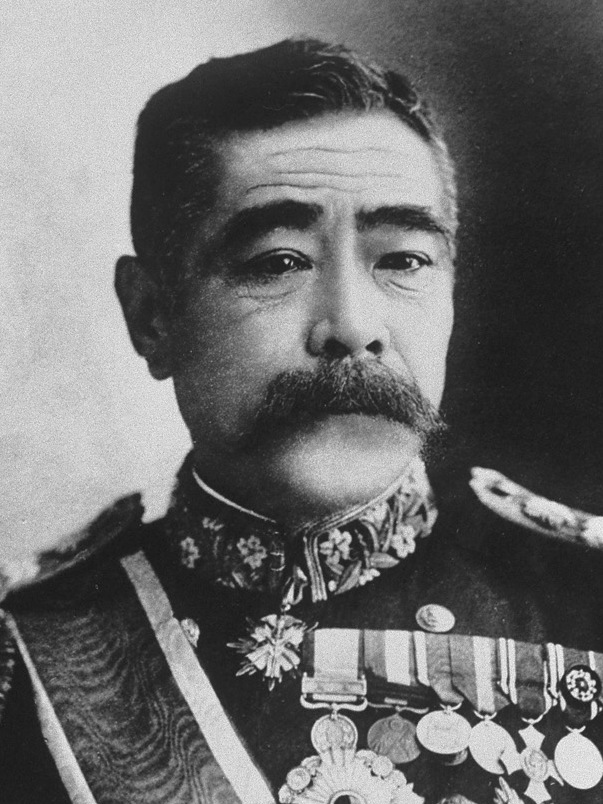
西鄉從道

幕末明治時日本漢學興盛，武士階級均有一定程度的漢學教養；西鄉隆盛一生中也留下多首感懷述志的漢詩作品。
《獄中有感》（流放南島时所作）
朝蒙恩遇夕焚坑，
人世浮沉似晦明。
縱不回光葵向日，
若無開運意推誠。
洛陽知己皆為鬼，
南嶼俘囚獨竊生。
生死何疑天付與，
願留魂魄護皇城。
《憶弟隆興在英國留學》（1869-1870年西鄉從道赴歐洲時所作）
兄弟東西千里違，
今宵齊感客星微。
欲離姑息卻姑息，
不願多能願早歸。
《蒙朝鮮國之使命》（1873年初秋，征韓論爭时所作）
酷吏去来秋氣清，
雞林城畔逐涼行。
須比蘇武歲寒操，
應擬真卿身後名。
欲告不言遺子訓，
雖離難忘旧朋盟。
胡天紅葉凋零日，
遥拜雲房霜劍横。
《偶成》（1873年辭職後所作）
我家松籟洗塵緣，
満耳清風身欲仙。
謬作京華名利客，
斯声不聞已三年。
《失題》（西南戰爭起兵前夕所作）
白髮衰顏非所意，
壯心横劒愧無勳。
百千窮鬼吾何畏，
脱出人間虎豹群。
《感懷》
幾歷辛酸志始堅，
丈夫玉碎愧甎全。
一家遺事人知否？
不為兒孫買美田。
传為西鄉所作的一首詩，因曾被毛澤東引用過，在中國流傳甚廣。
男儿立志出乡关，
学不成名死不还。
埋骨何须桑梓地，
人间无处不青山。
其實此為以訛傳訛。原詩為幕末尊王攘夷派僧人月性所作，原題“將東遊題壁”。月性原詩如下：
男兒立志出鄉關，
學若無成不復還。
埋骨何期墳墓地，
人間到處有青山。

## 其他

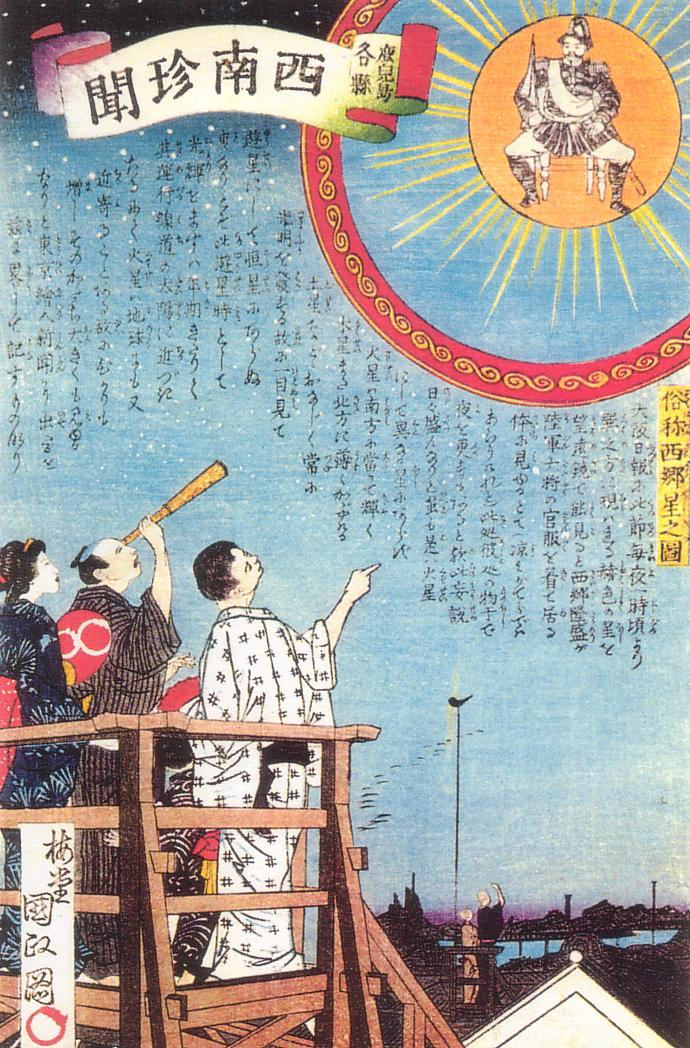
「西南珍聞 俗称西鄉星之圖」（梅堂国政，1877年）

1. 1877年9月西鄉隆盛兵敗自盡，恰逢火星接近地球，光度達到-2.5等。民間傳説天現異星，赤色光輝中，西鄉隆盛身著陸軍大將正裝之姿凜然可見，俗稱為“西鄉星”。
2. 西鄉隆盛死後，民間一直有其仍然生存的傳説。1891年俄羅斯帝國皇太子尼古拉（後來的尼古拉二世）来日訪問時，也有西鄉與其同時歸國的傳聞。當年發生大津事件，刺殺尼古拉的津田三藏（日语：津田三蔵）在西南戰爭中曾參加政府軍，據説其刺殺動機就是懼怕西鄉歸來，西南戰爭從軍的榮耀一朝失去。芥川龍之介在其小説作品中，也曾借西鄉隆盛仍然存活的傳聞，來說明史學考據的盲點。
3. 西鄉隆盛生性不喜歡拍照，現有流傳最廣的肖像畫，是以其弟西鄉從道與從弟大山巖兩人為其原型。上野公園塑像揭幕時，其妻絲子曾表示：「我丈夫不是長這個樣子。」
4. 據傳在1851年初，西鄉隆盛接受島津齊彬的祕密任務，前往台灣探勘，居住半年，與平埔族少女「蘿茱」相戀產子，不過父子兩人尚未相見，西鄉隆盛即銜命返日，西鄉的這係血脈則傳至其孫吳龜力後斷絕。[4]巧合的是其子西鄉菊次郎於1897-1902年赴台擔任首任宜蘭廳廳長。
5. 清末時，西鄉隆盛等維新志士之名在中國廣為傳頌。戊戌变法失败后，谭嗣同对梁启超说：“程嬰杵臼、月照西乡，吾与足下分任之。”意即自己愿作月照杀身成仁，而勉励梁启超能像西乡隆盛一样，最终完成变法。
6. 2004年电影中的胜元盛次以西鄉隆盛为原型。
7. 其子西鄉菊次郎於明治37年，接替內貴甚三郎，成為京都市長。

## 世譜
- 高祖父：西鄉九兵衛昌隆
  - 曾祖父：西鄉吉兵衞（－1803年1月28日）
  - 曾祖母：町田氏
    - 祖父：西鄉龍右衞門隆充（日语：西郷隆充）（－1852年9月1日）
    - 祖母：四本氏（－1862年5月29日），四本大清院之妹、四本義照之姊
      - 父：西鄉吉兵衞（日语：西郷吉兵衛）（－1852年11月8日）
      - 母：椎原政佐（日语：椎原政佐）（－1853年1月8日）
        - 本人：西鄉隆盛（1828年1月23日－1877年9月24日）
        - 元配：伊集院須賀（日语：伊集院須賀）
        - 繼室：岩山絲子（日语：西郷糸子）
          - 二男：西鄉寅太郎（1866年－1919年）
          - 三男：西鄉午次郎（1871年－）
          - 四男：西鄉酉三（1873年－）

        - 妾：愛加那（日语：愛加那）（1837年－1902年），出自田畑氏（日语：田畑氏）（後改稱龍氏）、龍為志的女兒，奄美諸島琉球人
          - 長男：西鄉菊次郎（1861年－1928年）
          - 長女：西鄉菊子（日语：西郷菊草）

        - （弟）西鄉隆廣（1833年－1868年）
        - （弟）西鄉從道（1843年－1902年）
        - （弟）西鄉隆雄（1847年－1877年）

## 登場作品

### 小說
- 西鄉南洲（忠誠堂、伊藤痴遊（日语：伊藤痴遊）著）
- 西鄉與其徒（大道社、香春建一著）
- 天皇的世紀（朝日新聞社、大佛次郎著）
- 西鄉隆盛（德間書店、林房雄著）
- 大西鄉遺訓 現代語譯（新人物往来社、林房雄著）
- 永遠的維新者（葦書房、葦津珍彦（日语：葦津珍彦）著）
- 首丘之人・大西鄉（原書房、平泉澄著）
- 西鄉隆盛（角川書店、海音寺潮五郎著）
- 敬天愛人西鄉隆盛（学研M文庫、海音寺潮五郎著）
- 史傳　西鄉隆盛（文藝春秋、海音寺潮五郎著）
- 西鄉與大久保（新潮社、海音寺潮五郎著）
- 西鄉隆盛（朝日新聞社、海音寺潮五郎著）
- 宛如飛翔（文藝春秋、司馬遼太郎著）
- 南洲翁遺訓（致知出版社、渡部昇一（日语：渡部昇一）著）
- 西郷隆盛（学陽書房、安藤英男（日语：安藤英男）著）
- 西郷隆盛（PHP研究所、勝部真長（日语：勝部真長）著）
- 南洲残影（文藝春秋、江藤淳著）
- 草花瀰漫的國家（文藝春秋、桶谷秀昭（日语：桶谷秀昭）著）
- 白話誦讀「西鄉南洲翁遺訓」（PHP研究所、長尾剛（日语：長尾剛）著）
- 西鄉隆盛（角川書店、池波正太郎著）
- 巨眼之男 西鄉隆盛（新潮社、津本陽（日语：津本陽）著）
- 幕末御用盗（講談社、津本陽著）
- 小說 西鄉隆盛（学陽書房、童門冬二（日语：童門冬二）著）

### 影視作品
- 維新之曲（日语：維新の曲）（1942年、大映、演：片岡千惠藏（日语：片岡千恵蔵））
- 壯烈新選組 幕末動亂（日语：壮烈新選組 幕末の動乱）（1960年、東映、演：加賀邦男）
- 西鄉隆盛（1964年、CX、演：宇津井健）
- 風雪（日语：風雪 (テレビドラマ)）（1964年、NHK、演：原田甲子郎 → 織本順吉（日语：織本順吉））
- 龍馬來了（日语：竜馬がゆく (1965年のテレビドラマ)）（1965年、MBS、演：轟謙二）
- 三姊妹（日语：三姉妹）（1967年、NHK大河劇、演：觀世榮夫（日语：観世栄夫））
- てなもんや大騒動（日语：幕末てなもんや大騒動）（1967年、東寶、演：谷啓）
- 大奧（1968年、KTV、演：鈴木金哉）
- 龍馬來了（1968年、NHK大河劇、演：小林桂樹）
- 上方武士道（日语：上方武士道#日本テレビ版）（1969年、NTV、演：渡邊文雄（日语：渡辺文雄 (俳優)））
- 幕末群英傳（1974年、松竹、演：辰巳柳太郎）
- 勝海舟（日语：勝海舟 (NHK大河ドラマ)）（1974年、NHK大河劇、演：中村富十郎（日语：中村富十郎 (5代目)））
- 捨生忘名：西鄉隆盛傳（1977年、TBS、演：高橋英樹）
- 花神（日语：花神 (NHK大河ドラマ)）（1977年、NHK大河劇、演：花柳喜章）
- 乘雲飛翔（日语：雲を翔びこせ）（1978年、TBS、演：金田龍之介）
- 風之隼人（日语：風の隼人）（1979年、NHK、演：柴俊夫）
- 獅子的時代（日语：獅子の時代）（1980年、NHK大河劇、演：中村富十郎（日语：中村富十郎 (5代目)））
- 龍馬來了（日语：竜馬がゆく#1982年版）（1982年、TX、演：中村富十郎（日语：中村富十郎 (5代目)））
- 白虎隊（日语：白虎隊 (1986年のテレビドラマ)）（1986年、NTV、演：杉山義法）
- 高爾夫黎明之前（日语：ゴルフ夜明け前）（1987年、東寶、演：西川潔（日语：西川きよし））
- 田原坂（日语：田原坂 (テレビドラマ)）（1987年、NTV、演：里見浩太朗）
- 斬殺龍馬的男人（日语：竜馬を斬った男#映画）（1987年、松竹、演：結城貢）
- 奇兵隊（日语：奇兵隊 (テレビドラマ)）（1989年、NTV、演：梅宮辰夫）
- 坂本龍馬（日语：坂本龍馬 (テレビドラマ)）（1989年、TBS、演：松方弘樹）
- 勝海舟（日语：勝海舟 (1990年のテレビドラマ)）（1990年、NTV、演：石立鐵男（日语：石立鉄男））
- 宛如飛翔（1990年、NHK大河劇、演：西田敏行）
- 幕末純情傳（日语：幕末純情伝）（1991年、松竹、演：櫻金造（日语：桜金造））
- 維新的目撃者（1993年、ANB、演：若林豪）
- 拜託龍馬了！（日语：竜馬におまかせ!）（1996年、NTV、演：小倉久寛）
- 龍馬來了（日语：竜馬がゆく#1997年版）（1997年、TBS、演：赤井英和）
- 尾張幕末風雲錄（1998年、TX、演：隆大介）
- 德川慶喜（1998年、NHK大河劇、演：渡邊徹（日语：渡辺徹 (俳優)））
- 新選組血風錄（日语：新選組血風録 (テレビドラマ)#1998年版）（1998年、EX、演：大河内浩）
- 鞍馬天狗（2001年、CX、演：龍雷太（日语：竜雷太））
- 新選組！（2004年、NHK大河劇、演：宇梶剛士）
- 龍馬來了（日语：竜馬がゆく#2004年版）（2004年、TX、演：高嶋政宏）
- 篤姬（2008年、NHK大河劇、演：小澤征悅）
- 少年白虎隊（日语：白虎隊 (2007年のテレビドラマ)）（2007年、EX、演：菅田俊）
- 南洲翁異聞〜おいどんは、丸腰・平和使節で韓国へ行く〜（2008年、KTS、演：西鄉輝彥）
- 締創學校（日语：学校をつくろう）（2010年、GO CINEMA、演：永島敏行）
- 半次郎（日语：半次郎）（2010年、JFDB、演：田中正次）
- 龍馬傳（2010年、NHK大河劇、演：高橋克實）
- 仁者俠醫（2009年、TBS、演：藤本隆宏（日语：藤本隆宏 (俳優)））
- 向陽之樹（2012年、NHK、演：蟹江一平）
- 八重之櫻（2013年、NHK大河劇、演：吉川晃司）
- 花燃（2015年、NHK大河劇、演：宅間孝行）
- 我們的薩長同盟（日语：FNS27時間テレビ (2017年)）（2017年、CX、演：佐藤隆太）
- 龍馬的遺言（2018年、NHK、演：井之上淳）
- 西鄉殿（2018年、NHK大河劇、演：鈴木亮平）
- 黑書院六兵衛（2018年、WOWOW、演：竹內力）
- 明治開化 新十郎偵探帖（2020年、NHK、演：鶴見辰吾）
- 直衝青天（2021年、NHK大河劇、演：博多華丸）
- 幕末相棒傳（日语：相棒_(五十嵐貴久の小説)#テレビドラマ）（2022年、NHK、演：谷田步（日语：谷田歩））
- 新解釋・幕末傳（日语：新解釈・幕末伝）（2025年、東寶、演：佐藤二朗）

### 遊戲
- 人中之龍 維新！極 (2014年、由鄉田龍司扮演，配音:岩崎徵實)